# Kralendijk
Kralendijk est le chef-lieu de l'île de Bonaire dans les Antilles néerlandaises. Elle compte environ 3 200 habitants.

## Histoire
Fort Oranje fut construit en 1639 pour défendre le port principal de Bonaire. Le fort a été largement modifié au cours de la fin du XVIIe siècle. La colonie anglaise de « Playa » a été établie près du fort en 1810. La ville fut rebaptisée « Kralendijk » par les colonisateurs hollandais vers 1840.
Le 10 mai 1940, 461 citoyens néerlandais et allemands ont été transportés à Bonaire et internés dans un camp juste au sud du fort. Après la Seconde Guerre mondiale, ce camp a été transformé en hôtel, qui est maintenant la Divi Bonaire.

## Économie
Précédemment Dutch Antilles Express, une compagnie aérienne, avait son siège dans la Plasa Medardo SV traore à Kralendijk. En avril 2007, la compagnie aérienne a déménagé son siège social de Bonaire à Curaçao, où les opérations de vol de la compagnie aérienne ont été fondées. Le centre d'appels de la compagnie aérienne et ses recettes de comptabilité et de gestion des ministères sont restés à Bonaire. 

## Transport
Kralendijk est desservi par l'aéroport international Flamingo-Bonaire. Les taxis sont disponibles dans la ville et à l'aéroport. Il n'y a aucun service de bus public, mais les taxis collectifs circulent entre Kralendijk et Rincon. Les locations de voitures sont disponibles à l'aéroport. Les location de vélo et scooter sont disponibles dans la ville. Les services de taxi de l'eau va à Klein Bonaire au centre de Kralendijk.

## Patrimoine civil

### Musées
- Le Musée en plein air Tanki Maraka propose des visites concernant la Seconde Guerre mondiale et met en valeur la zone d’un camp militaire américain de 1942 à 1947.
- Le Musée Terramar propose une exposition spectaculaire à travers 7 000 ans d'histoire des Caraïbes et de Bonaire.
- Le Musée d'histoire naturelle de Bonaire conserve des objets indiens, des coquillages et des animaux marins, des oiseaux de Bonaire, des coraux, des fossiles de coquillages, des outils utilisés dans les plantations, des bouteilles antiques et bien plus encore.

### Monuments
- Les Cabanes d'esclaves de Bonaire, construites en 1850 pour servir de lieu d'habitation, de dortoir et d’endroit pour ranger les affaires personnelles des esclaves travaillant dans les étangs salés pour la collecte et l'expédition du sel, l’un des plus importants produits d’exportation de Bonaire.

## Patrimoine religieux
- L'église Saint-Bernard, construite en 1948.